# Tajpej
(angleško)
Tajpej (台北; dobesedno »Severni Tajvan«) je največje mesto na otoku Tajvanu, in glavno mesto Republike Kitajske (nepriznane države, bolj znane kot Tajvan). Z okrog 2,6 milijona prebivalcev je politično, gospodarsko in kulturno središče države. V mestu med drugim stoji Taipei 101, ki je bila do izgradnje Burj Kalife najvišja stolpnica na svetu.
Leži ob reki Danšuj, približno 25 km južno od severne konice otoka Tajvan. Ob izlivu reke leži pristaniško mesto Keelung, ki Tajpeju predstavlja glavno povezavo s svetom. V velemestnem območju, ki poleg Tajpeja obsega preostanek okrožja in Keelung, živi skoraj 7 milijonov ljudi.
Tajpej je bil ustanovljen v začetku 18. stoletja in je v 19. stoletju postal pomembno središče za čezmorsko trgovino. Za prestolnico Tajvana so ga razglasili Japonci, ki so zasedli otok po prvi kitajsko-japonski vojni leta 1895. Po porazu Japonske v 2. svetovni vojni je otok zasedla Republika Kitajska. General Čang Kaj-Šek je razglasil mesto za začasno prestolnico republike, ko je decembra 1949 Kuomintang izgubil boj s Komunistično partijo Kitajske za oblast na celini.